# Homa Hosseini
Homa Hosseini (ur. 22 grudnia 1988) – irańska wioślarka, reprezentantka Iranu w wioślarskiej jedynce podczas Letnich Igrzysk Olimpijskich w Pekinie.

## Osiągnięcia
- Igrzyska Olimpijskie – Pekin 2008 – jedynka – 26. miejsce[1].